# آلبون-داردش
البان-داردچ (به فرانسوی: Albon-d'Ardèche) یک کمون در فرانسه است که در Canton of Saint-Pierreville واقع شده‌است.

## خصوصیات
البان-داردچ ۹٫۱۱ کیلومترمربع مساحت و ۱۵۶ نفر جمعیت دارد و ۶۳۰ متر بالاتر از سطح دریا واقع شده‌است.